# مقاطعة إسماعيلي
مقاطعة إسماعيلي (بالأذرية: İsmayıllı rayonu) هي مقاطعة في أذربيجان.

## التاريخ
تأسست مقاطعة إسماعيلي ومركزها قرية إسماعيلي في 21 نوفمبر من عام 1931، وقبل تأسيسها فإن جزء منها كان تابعاً لمقاطعة غويتشاي وجزء آخر لمقاطعة شماخى وجزء آصغر يتبع مقاطعة شكي.

## التركيبة السكانية
عدد سكان المقاطعة يبلغ 75 ألف 500 نسمة في إحصائية الأول من يناير لعام 2004، وأغلبية السكان هم الأذربيجانيين بالإضافة لمجوعات عرقية أخرى  (تاتيون وأرمن وروس ولزجين)

### اللغة
- أذرية
- تاتية
- لزجينية
- أرمنية
- روسية